# Deutsche Rugby-League-Nationalmannschaft
Die deutsche Rugby-League-Nationalmannschaft vertritt Deutschland auf internationaler Ebene im Rugby-League-Sport. Sie trug ihr erstes inoffizielles Spiel 2005, das erste offizielle im Jahr 2006 aus. Die Sportart wurde bis 2015 durch den Deutschen Rugby-League-Verband organisiert. Die deutsche Rugby-League-Nationalmannschaft nahm 2006 am Central-Europe-Development-Tri-Nations-Turnier teil und spielte 2007 bis 2010 im RLEF-European-Shield-Wettbewerb. Diese Wettbewerbe wurden von der Rugby-League European Federation gefördert. Es kam zu Aufeinandertreffen mit den Nationalmannschaften von Österreich, Estland, Serbien, Tschechien und Italien. Die Mannschaft sollte nicht mit den Nationalmannschaften des Deutschen Rugby-Verbands verwechselt werden, die an Wettbewerben im 7er-Rugby und 15er-Rugby teilnehmen.

## Länderspiele
| Datum      | Ort       | Gegner               | Ergebnis                   |
| ---------- | --------- | -------------------- | -------------------------- |
| 31.07.2005 | München   | Schottland Studenten | Deutschland verliert 13:28 |
| 07.08.2005 | Rotterdam | Niederlande          | Deutschland verliert 28:34 |

| Datum      | Ort                    | Gegner                        | Anlass                            | Ergebnis                   |
| ---------- | ---------------------- | ----------------------------- | --------------------------------- | -------------------------- |
| 25.06.2006 | Bad Reichenhall        | Österreich                    |                                   | Deutschland gewinnt 34:32  |
| 22.07.2006 | Tallinn                | Estland                       |                                   | Deutschland gewinnt 38:24  |
| 07.07.2007 | Heidelberg             | Serbien                       | European Championship B 2007      | Deutschland verliert 6:38  |
| 04.08.2007 | Prag                   | Tschechien                    | European Championship B 2007      | Deutschland gewinnt 44:22  |
| 13.06.2008 | Padua                  | Italien                       | European Championship B 2008      | Deutschland verliert 26:58 |
| 02.08.2008 | Karlsruhe              | Tschechien                    | European Championship B 2008      | Deutschland gewinnt 62:20  |
| 04.07.2009 | Olomouc                | Tschechien                    | European Championship B 2009      | Deutschland verliert 4:30  |
| 18.07.2009 | Hürth                  | Italien                       | European Championship B 2009      | Deutschland verliert 30:42 |
| 03.07.2010 | Belgrad                | Serbien                       | European Championship B West 2010 | Deutschland verliert 14:40 |
| 17.07.2010 | Kaiserslautern         | Tschechien                    | European Championship B West 2010 | Deutschland gewinnt 96:0   |
| 08.01.2011 |                        | Frankreich                    | Testturnier                       | Deutschland gewinnt 42:38  |
| 21.02.2011 |                        | Frankreich                    |                                   | Deutschland verliert 39:41 |
| 22.04.2011 |                        | Serbien                       | Testspiel                         | Deutschland verliert 6:90  |
| 09.07.2011 | Oslo                   | Norwegen                      | European Championship B 2011      | Deutschland verliert 28:32 |
| 23.07.2011 | Kaiserslautern         | Malta                         | European Championship B 2011      | Deutschland gewinnt 36:12  |
| 12.05.2012 | Heidelberg             | Serbien                       | European Championship B 2012/2013 | Deutschland gewinnt 25:24  |
| 19.05.2012 | Heidelberg             | Russland                      | European Championship B 2012/2013 | Deutschland verliert 26:32 |
| 07.07.2012 | Piacenza               | Italien                       | European Championship B 2012/2013 | Deutschland verliert 10:72 |
| 25.11.2012 |                        | Italien                       | Testturnier                       | 0:0 unentschieden          |
| 04.05.2013 |                        | Niederlande                   | Testspiel                         | Deutschland gewinnt 28:22  |
| 18.05.2013 | Belgrad                | Serbien                       | European Championship B 2012/2013 | Deutschland verliert 10:46 |
| 27.07.2013 | Karlsruhe              | Italien                       | European Championship B 2012/2013 | Deutschland verliert 30:66 |
| 10.08.2013 | Naro-Fominsk           | Russland                      | European Championship B 2012/2013 | Deutschland verliert 0:30  |
| 03.05.2014 |                        | Niederlande                   | Testspiel                         | Deutschland gewinnt 70:16  |
| 06.06.2015 |                        | Spanien                       | Testspiel                         | Deutschland gewinnt 32:16  |
| 20.06.2015 | Gnarrenburg            | Niederlande                   | Testspiel                         | Deutschland gewinnt 46:12  |
| 06.08.2016 | Dortmund               | Belgien                       | Tri-Nations-Cup                   | Deutschland verliert 12:26 |
| 13.08.2016 |                        | Niederlande                   | Tri-Nations-Cup                   | Deutschland gewinnt 8:6    |
| 24.10.2016 | Osnabrück              | Wales                         | Wales Dragonhearts Tour           | Deutschland verliert 32:40 |
| 26.08.2017 | Osnabrück              | Niederlande                   | Testspiel                         | Deutschland verliert 18:30 |
| 14.10.2017 | Cardiff                | Wales                         | Testspiel                         | Deutschland gewinnt 38:34  |
| 25.08.2018 | Osnabrück              | Tschechien                    | WM-Qualifikation                  | Deutschland gewinnt 24:04  |
| 01.09.2018 | Capelle aan den IJssel | Niederlande                   | Testspiel                         | Deutschland verliert 22:38 |
| 15.09.2018 | Porsgrunn              | Norwegen                      | WM-Qualifikation                  | Deutschland verliert 22:40 |
| 12.10.2019 | England                | North West English Lionhearts | Testspiel                         | Deutschland verliert 24:18 |
| 02.11.2019 | Lignano Sabbiadoro UD  | italienische A-Auswahl        | Testspiel                         | Deutschland gewinnt 26:06  |